# Hypnotize
Hypnotize – piąty album zespołu System of a Down, wydany 22 listopada 2005 roku, czyli pół roku po Mezmerize.
Sam album, podobnie jak Mezmerize, przynosi zmiany w muzyce zespołu: staje się ona zdecydowanie spokojniejsza. Okładka i wszystkie rysunki zostały wykonane przez Vartana Malakiana, ojca Darona Malakiana, gitarzysty zespołu.
Album zadebiutował na 1. miejscu na liście Billboard 200, sprawiając, że System of a Down w ciągu jednego roku miał dwa albumy na szczycie.
Utwory „Kill Rock 'N Roll”, „Holy Mountains” i „Tentative” znane były już od czasu odegrania ich na koncercie Big Day Out w 2005 roku. Inny utwór – „Lonely Day” początkowo pojawiał się w liście utworów Mezmerize ale ostatecznie się tam nie znalazł. Singel „Hypnotize” jest dostępny do wysłuchania na oficjalnej stronie zespołu.

## Lista utworów
1. „Attack” – 3:06
2. „Dreaming” – 3:59
3. „Kill Rock 'N Roll” – 2:27
4. „Hypnotize” – 3:09
5. „Stealing Society” – 2:58
6. „Tentative” – 3:37
7. „U-Fig” – 2:55
8. „Holy Mountains” – 5:28
9. „Vicinity of Obscenity” – 2:51
10. „She's Like Heroin” – 2:44
11. „Lonely Day” – 2:47
12. „Soldier Side” – 3:40

## Twórcy
- Serj Tankian – wokal, keyboard
- Daron Malakian – gitara, wokal wspierający
- Shavo Odadjian – gitara basowa
- John Dolmayan – perkusja

## Pozycje na listach
| Lista         | Kraj              | Pozycja |
| ------------- | ----------------- | ------- |
| Billboard 200 | Stany Zjednoczone | 1       |
| OLiS          | Polska            | 16      |